# Jacopo Guarana
Pour les articles homonymes, voir Guarana.

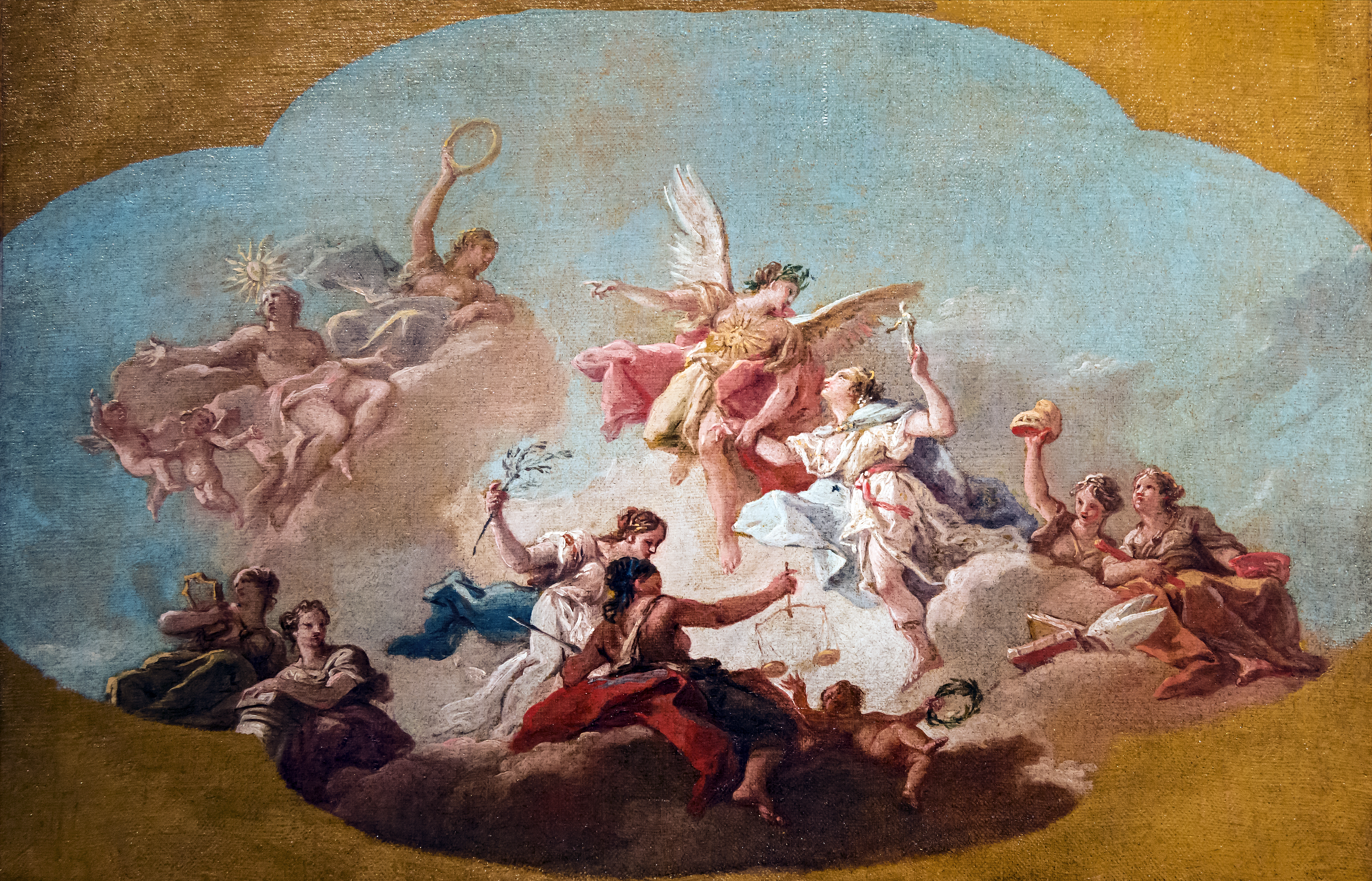
Allégorie des vertus Mocenigo (1787), Gallerie dell'Accademia de Venise.

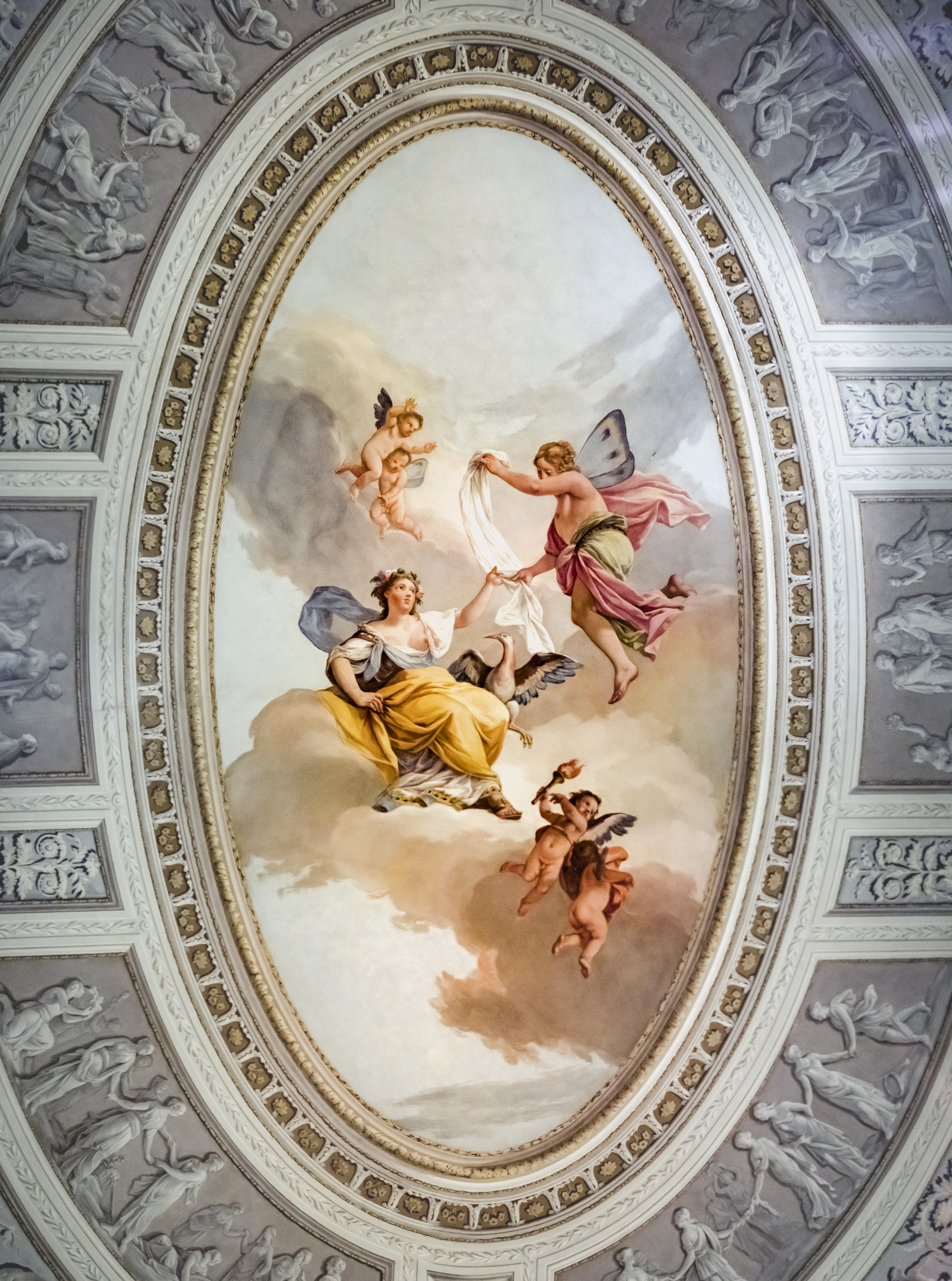
Zéphyr et Flore Pinacoteca Querini Stampalia

Jacopo Guarana, né le 28 octobre 1720 à Vérone et mort le 18 avril 1808, est un peintre vénitien de la fin de la période baroque. Il est actif principalement à Venise et dans ses territoires continentaux.

## Biographie
Jacopo Guarana naît le 28 octobre 1720 à Vérone.
En 1750, il achève des fresques de l'intérieur du Ca' Rezzonico et, en 1780, pour l'église San Tomà à Venise. Il peint également pour l'église de San Teonisto à Trévise et la Villa Contarini à Cinto Euganeo. Il contribue à la décoration de la Villa Pisani à Stra. D'autres travaux sont réalisés pour le Palazzo Balbi, le Palazzo Boldù à San Felice, le Palazzo Erizzo à San Martino et le Palazzo Mocenigo à San Stae.
Jacopo Guarana est le dernier héritier direct de la tradition tiepolesque. Membre fondateur de l'Académie des beaux-arts de Venise, il aurait été élève de Sebastiano Ricci puis de Giovanni Battista Tiepolo.
Parmi ses œuvres les plus populaires figurent les fresques murales de la salle de concert de l'Ospedaletto, à Venise. Au moment où il peint un Sacré-cœur de Jésus et des Saints pour l'église San Polo, son œuvre aurait été considérée comme « arriérée » et passée de mode.
Son fils, Vincenzo Guarana, né en 1742, est également un peintre.
La pastelliste Anna Pasetti (en) travailla comme copiste dans l'atelier de Jacopo Guarana.